# アダルベルト2世
アダルベルト2世（Adalberto II, 931年 – 975年秋）は、イヴレーア辺境伯（侯）およびイタリア王。父ベレンガーリオ2世と共同で950年から962年まで王位に就いた（951年からはオットー1世の対立王であった）。イヴレーアのアダルベルト (Adalberto d'Ivrea) や、イタリアのアダルベルト (Adalberto d'Italia) とも呼ばれる。

## 出自
イヴレーア辺境伯ベレンガーリオ2世とアルルのウィラ3世との息子として生まれた。母親のウィラ3世はプロヴァンス伯・トスカーナ辺境伯ボソとブルゴーニュ王ルドルフ1世の娘ウィラ2世の間の娘である。

## 略歴
950年12月15日、アダルベルトは父ベレンガーリオ2世とともに一部の貴族からイタリア王に選出された。ところが彼らの対抗勢力は同年11月に亡くなった前王ロターリオ2世の未亡人で、多額の持参金をベレンガーリオに没収された上に虐待され投獄されているアデライデの回りに固まった。
アデライデは951年に逃亡に成功し、8月にレッジョの司教に助けを求め、レッジョ司教の部下であるアダルベルト＝アットの元で難攻不落のカノッサの城に逃げ込んだ。
同年9月、ザクセンのオットー1世がアデライデの権利を主張するためにイタリアに南下、抵抗に遭うこともなくパヴィーアに着いた。ところがアダルベルトとベレンガーリオは自分達の城に籠城し、オットーはイタリア王の未亡人であるアデライデと結婚し、アガペトゥス2世に皇帝冠を要求し、その後ミラノにて「フランクとランゴバルドの王」 (rex francorum et longobardorum) の称号を引き継いだ。
952年2月にはオットーは単独でイタリア王国を征服した後、続いて教皇を罷免、アダルベルトとベレンガーリオに対する戦争の継続には娘婿ロートリンゲン公コンラートを残してゲルマニアに戻った。彼らとコンラートとの和平は早期解決した。アウグスタの会議（952年8月）で、アダルベルトとその父ベレンガーリオ2世はオットーの臣下として王権の授与を承認された。しかしその時オットーの弟であるバイエルン公ハインリヒ1世にヴェローナ、フリウーリ、イストリアの封土を奪われた。イタリアに戻り、アダルベルトとその父は結果も出せずに惨めにも包囲下に置かれ、アダルベルト＝アット伯とベレンガーリオと妻ウィラ3世は、彼らを裏切った貴族と多くの聖職者に復讐した。
バイエルン公ハインリヒ1世の死後の955年、オットーがマジャル人との先頭に奔走している間に、アダルベルトとその父はヴェローナ辺境伯の地位を取り戻した。そして957年にオットーは2度目のイタリア遠征を組織し、その指揮を長男の元シュヴァーベン公リウドルフに任せた。彼はアダルベルトを打ち負かし（ベレンガーリオは逃亡した）ロンバルディア全土を征服したが、マッジョーレ湖畔のポンビアの町で悪性の発熱のために急逝した。リウドルフの死を利用して、アダルベルトとその父は失っていた全ての領土を回復し、復讐を開始した。
958年から959年の間に、マコン伯リエタール2世とエルマンガルド・ド・シャロン（ジルベール・ド・シャロンの姉妹）の娘ジェルベルガ（仏:Gerberge, ジェルベルジュ）（? - 986年）と結婚した。
959年、スポレート公国に確かな支援者がもういない事を確認したベレンガーリオはスポレートを攻撃し、テオバルド2世公を追放した。アダルベルトはその間に教皇領を簒奪し、ヨハネス12世は960年にゲルマニアにいる使者を呼び、オットー1世への救援を催促した。961年8月、ヨハネス12世に呼ばれ、オットーは再度イタリア入りした。その間、アダルベルトはヴェローナ北部にて反乱軍を組織し、ベレンガーリオはパヴィーアの王宮を焼き払った後逃亡し、サン・レーオの要塞に籠城した。アダルベルトはほぼ全ての領主や司教を裏切って、オットーの進撃の前線から逃亡した。アダルベルトとベレンガーリオの王位は正式に剥奪された後、オットーはパヴィーアに入り、イタリア王を戴冠、幼い息子オットー（ドイツに残った）を共同摂政につけた。オットーはトスカーナ辺境伯領がアダルベルトとベレンガーリオに味方していたため、ラヴェンナを通過してローマへ向かった。そして962年2月2日ヨハネス12世により皇帝として戴冠を受けた。
北部に戻る際、トスカーナ辺境伯ウベルトを攻撃、彼は敗北し逃亡した。湖水地方で、兄弟のグイード、コッラード、そして母ウィラ3世と共に籠城しているアダルベルトを攻撃した。アダルベルトは当時サラセン人の支配下にあった南フランスのフラクシネトゥムまで逃亡、そこからコルシカ島に渡った。彼の母はオルタ湖近くの城で降伏を余儀なくされ、サン・レーオの夫ベレンガーリオ2世の元へ行く許しを得た。弟グイードとコッラードは服従を誓い、イヴレーア辺境伯位を再び獲得した。963年にサン・レーオが落ちるとベレンガーリオは逮捕され、妻ウィラと共にバンベルクに亡命した。
オットー1世が発った後の965年に、アダルベルトは再びイタリア入りして反乱の企てを模索したが、皇帝オットー1世に召喚されたシュヴァーベン公ブルヒャルト3世に敗北し、イヴレーア侯位を奪うことには成功しなかった。
968年、アダルベルトはプーリア地方の領有に関する対オットー1世の戦争において、東ローマ皇帝ニケフォロス2世フォカスと同盟したが、後年の2人の皇帝間の対立が終焉した時、アダルベルトはブルゴーニュへの逃亡を余儀なくされ、975年にその地で亡くなった。

## 子女
アダルベルトと妃ジェルベルガには以下の5人の子供がいる。ジェルベルガはアダルベルトの死後、ブルゴーニュ公アンリ1世（フランス王ユーグ・カペーの弟）と再婚した。
- オットーネ・グリエルモ （962年 - 1026年） - 最初のブルゴーニュ伯オット＝ギヨーム
- ジゼッラ（Gisella, ? - 1020年） - 983年にモンフェッラート侯アンセルモ1世と結婚。
- アルドゥイーノ（Arduino, ? - 1015年）
- ジルベルト（Gilberto, ? - 1030年）
- アメデーオ（Amedeo, ?）

## 備考
1. ↑  投獄されている間にアデライデはアダルベルトと結婚するように強いられたといわれる。
2. ↑  リウドルフはアダルベルトに毒殺されたという伝承もある。
3. ↑  イヴレーア辺境伯は965年に弟グイードの死により空位となるが、それはその弟コッラードがオットー1世に従属して終わる。